# Max Streibl
Max Balthasar Streibl (6. januar 1932 i Oberammergau, Bayern – 10. december 1998) var en bayersk politiker (CSU).
Han studede jura og økonomi og trådte 1955 ind i statstjenesten. I 1957 blev han medlem af CSU, og han blev indvalgt i landdagen i 1962. Han var formand i Bayern for Junge Union fra 1961 til 1967, og han var generalsekretær for CSU fra 1967 til 1971. Fra 1970 til 1977 var han miljøminister, og derefter frem til 1988 finansminister i Bayern. I 1988 efterfulgte han Franz Josef Strauss som statsminister. Han måtte gå af 27. maj 1993 på grund af den såkaldte Amigo-affære. 10. december 1998 døde han af et slagtilfælde, 66 år gammel.

## Publikationer
- Verantwortung für alle. Die Freiheit fordert jeden. Stuttgart 1980, ISBN 3-512-00601-9
- Modell Bayern. Ein Weg in die Zukunft. München 1985, ISBN 3-87249-094-X

## Eksterne links
- Wikimedia Commons har flere filer relateret til Max Streibl
- Litteratur af og om Max Streibl i det tyske nationalbiblioteks katalog

| Efterfulgte: Franz Josef Strauss | Bayerns statsminister 1988-1993 | Efterfulgtes af: Edmund Stoiber |